# Tratado ruso-bizantino (911)

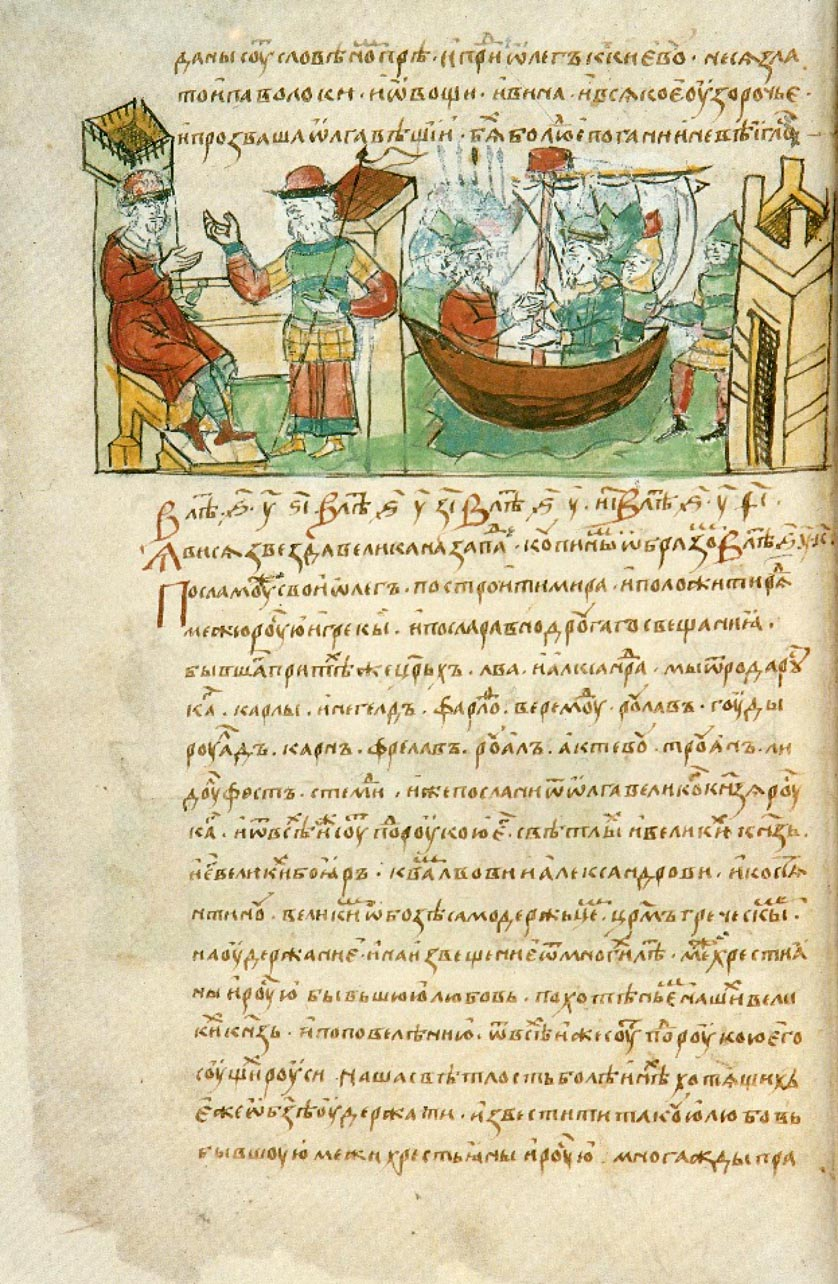
Fragmento del tratado ruso-bizantino de 911. Manuscrito Radzivilovsky ,hoja 42

El tratado ruso-bizantino de 911 fue el tratado más completo y detallado celebrado entre el Imperio bizantino y la Rus de Kiev en el siglo X. Fue precedido por el tratado preliminar de 907.
El texto del documento, incorporado a la Crónica de Néstor, tiene muchas afinidades en contenido y redacción con los tratados comerciales celebrados posteriormente por Bizancio con los mercantes de Italia. Fue redactado en dos idiomas y firmado personalmente por el emperador León VI. El texto incluye además discursos de las distintas partes acerca de la ocasión. No se conoce ningún texto entre otras sociedades contemporáneas e Europa que incluyan dicha complejidad y antigüedad.
El tratado inicia con una larga numeración de los enviados de la Rus, cuyos nombres se encuentran exclusivamente en nórdico: Karl, Ingjald, Farulf, Vermund, Hrollaf, Gunnar, Harold, Kami, Frithleif, Hroarr, Angantyr, Throand, Leithulf, Fast, y Steinvith. Los artículos 3 a 7 regulan el derecho penal y la vida en su colonia en Constantinopla. Hay además un cláusula en la herencia de un comerciante que muere en la capital imperial. El artículo 8 está dedicado al derecho marítimo. Los siguientes artículos tratan el rescate de cautivos, el intercambio de criminales y el estatus de los mercenarios varegos en el servicio militar bizantino.